# Mutterlied
Mutterlied ist ein Schlager aus der Feder von Fred Rauch und Gerhard Winkler, der 1950 von Rudi Schuricke veröffentlicht wurde. Von einigen Schlagersängern wurde das Lied als Glaube mir veröffentlicht. Englische Coverversionen bestehen unter den Titeln Answer Me und Answer Me, My Love. In Deutschland war die Version mit dem Titel Glaube mir von Wolfgang Sauer erfolgreich und erreichte Platz fünf der Singlecharts. Unter gleichem Titel erlangte Rudi Schuricke Platz 23 und Paul Kuhn Platz 24. Die englischen Versionen von Frankie Laine und David Whitfield wurden erfolgreich und errangen beide die Spitze der britischen im Jahr 1953. In die britischen kamen auch noch die Versionen von Ray Peterson und Barbara Dickson.

## Text
Der Sänger spricht mit seiner Mutter und besingt sie mit „Mütterlein“ und denkt an seine Kinderzeit: „Könnt’ es nochmal so wie früher sein“. Er denkt daran, dass seine Mutter ihn bewachte und seine erste Bitte erfüllte. Seine Mutter war auch in späteren Jahren „für ihn da“. Seine Sehnsucht führte ihn in die Ferne, „doch in Not und trüben Tagen war ich wieder ganz allein“.
In der Coverversion unter dem Titel Glaube mir sagt der Sänger seiner Liebsten, dass sie seinen Aussagen glauben soll: „Glaube mir, meine ganze Liebe gab ich dir, denn mit Dir nur wollt ich glücklich sein.“ Er fragt, warum ihre Liebe fortging und sie ihr Herz von ihm abwende. Er meint, er habe ihr nie Schmerz bereitet und sei nur für sie da gewesen.
Die englische Version verwendet ein ähnliches Motiv wie die deutsche Version Glaube mir. Hier bittet der Sänger um eine Antwort, warum er dazu kam, ihre Lieb verloren zu haben. „Welcher Sünde habe ich mich nur schuldig gemacht?“ Er beteuert, ehrlich gewesen zu sein und fragt, ob ein Neubeginn möglich sei.

## Veröffentlichung
Rudi Schuricke als Originalinterpret veröffentlichte das Lied 1952 als B-Seite der Single Wir zwei sind die besten Kameraden (Polydor, 48 714). Das Lied auf der A-Seite, das von Heino Gaze und Werner Cyprys geschrieben wurde, sang er mit seinem Sohn Michael. 1958 sang er das Lied mit Julia Axen und veröffentlichte es auf dem Album Der lieben Mutter. Mit Axen sang Schuricke auch das Lied Weine nicht, weine nicht, Mütterlein. Die beiden Lieder auf Seite B, Es gibt eine Frau, die dich niemals vergisst und Das Herz einer Mutter wurden von Willy Schneider interpretiert.

## Coverversionen (Auswahl)
- Virve Nortia (Äiti pien, Finnisch, 1952)
- Bertil Boo (Lilla mor, Schwedisch, 1952)
- Elsa Sigfuss med Sid Merrimans orkester og kor (Lille mor, Dänisch, 1952)
- Statsradiofoniens Pigekor med strygeorkester. Dirigent Bruno Henriksen og kor (Dänisch, 1952)
- Klaus Groß (Mütterlein, 1952)
- Leila Negra, Der Wiener Kinderchor Waltherr und das Orchester Erwin Halletz og kor (Mütterlein, 1952)
- Anne Shelton & The George Mitchell Choir (Answer Me, Englisch, 1953)
- David Whitfield (Answer Me, Englisch, 1953)
- Frankie Laine (Answer Me, Lord Above, Englisch, 1953)
- Nat King Cole (Answer Me, My Love, Englisch, 1953)
- Gerd Natschinski mit seinem Streichorchester & Werner Schmah (Glaube mir, 1953)
- Annie de Reuver & Heleentje van Capelle (Meisje Klein, Niederländisch, 1953)
- Paul Kuhn (Glaube mir, Instrumental, 1954)[4]
- Bing Crosby (Answer Me, My Love, Englisch, 1954)
- Helen Forrest (Answer Me, My Love, Englisch, 1954)
- Der „schräge Otto“ (Zitat, Die beschwipste Drahtkommode III, Instrumental, 1954)
- Barnabás von Géczy (Zitat, Fünf-Uhr-Tee mit Barnabás von Géczy (Eine Folge beliebter Schlagermelodien, langsame Walzer), 1954)
- Maria Mucke (Glaube mir, 1954)
- Werner Preuß (Glaube mir, 1954)
- Wolfgang Sauer & Herbert Beckh und das Tanzorchester des Bayerischen Rundfunks (Glaube mir, 1954)
- Nete Schreiner med Poul Clemensen og hans orkester og kor (Lille mor, Dänisch, 1954)
- Don Shirley (Answer Me My Love, Englisch, 1955)
- Otto Kermbach (Zitat, Die Rixdorfer Blasmusik IV (Beliebte Schlager im Marschtempo, I. Teil), 1955)
- Rudi Palme (Glaube mir (Answer Me), 1956)
- Ivo Robić (Answer Me, Englisch, 1957)
- Hazel Scott (Réponds-moi, Französisch, 1957)
- Gisele MacKenzie with Axel Stordahl & his Orchestra (Answer Me, Englisch, 1958)
- Crazy Otto (Answer Me, Instrumental, 1959)
- Mantovani & his Orchestra (Answer Me 1959)
- Johnny Rivers (Answer Me, My Love, Englisch, 1959)
- Ray Peterson (Answer Me My Love, Englisch, 1960)
- Jean Campbell (Answer Me, Englisch, 1961)
- Bert Kaempfert & his Orchestra (Answer Me, My Love, Instrumental, 1961)
- Gene Ammons (Answer Me, My Love, Instrumental, 1961)
- Marty Robbins (Answer Me, My Love, Englisch, 1961)
- Bobby Cavazos (Answer Me, Englisch, 1962)
- Clyde McPhatter (Answer Me My Love, Englisch, 1962)
- Etta Jones (Answer Me, My Love, Englisch, 1962)
- Lionel Hampton (Answer Me, My Love, 1962)
- Gene Pitney (Answer Me, My Love, Englisch, 1963)
- Vico Torriani (Glaube mir, 1963)
- Mark Wynter (Answer Me, Englisch, 1964)
- P. J. Proby (Answer Me, Englisch, 1964)
- The Hollyridge Strings (Answer Me, My Love, Instrumental, 1965)
- The Impressions (Answer Me, My Love, Englisch, 1965)
- Mauno Kuusisto (Äiti pien, Finnisch, 1966)
- Grantley Dee (Answer Me, Englisch, 1966)
- Keld & The Donkeys (Answer Me, Englisch, 1967)
- Owen Gray (Answer Me, My Love, Englisch, 1968)
- Petula Clark (Answer Me, My Love, Englisch, 1968)
- Ray Stevens (Answer Me, My Love, Englisch, 1968)
- The Servants (Lille mor, Dänisch, 1968)
- Tommy P. (Lille mor, Dänisch, 1968)
- Irina Milan (Äiti pien, Finnisch, 1969)
- Helmut Zacharias (Glaube mir, 1969)
- Peter Alexander (1969)
- Pertti Markkula (Äiti pien, Finnisch, 1970)
- Jerry Vale (Answer Me, My Love, 1971)
- Solomon King (Answer Me, Englisch, 1972)
- Gustav Winckler med Svend Lundvigs Orkester (Lille mor, Dänisch, 1973)
- Erkki Leppänen (Äiti pien, Finnisch, 1974)
- Barbara Dickson (Answer Me, Englisch, 1976)
- Tammy Jones (Answer Me, Englisch, 1976)
- Adam & Eve (Glaube mir, 1976)
- Lisa Salzer (Glaube mir, 1976)
- Jukka Kuoppamäki (Äiti pien, Finnisch, 1977)
- Virpi Augustin (Äiti pien, Finnisch, 1977)
- Giuseppe Solera (Glaube mir, Instrumental, 1978)
- Will Tura (Sta me bij, Niederländisch, 1980)
- Dieter Thomas Heck (Glaube mir, 1984)
- Fred Frohberg (Glaube mir, 1985)
- James Last (Glaube mir, Instrumental, 1986)
- Gerhard Neef (Glaube mir, 1987)
- Iveta Bartošová (Prijd mi rict (Glaube mir), Tschechisch, 1987)
- Joe Longthorne (Answer Me, Englisch, 1988)
- Orchester Siegfried Mai (Glaube mir, Instrumental, 1988)
- Seppo Ruohonen (Äiti pien, Finnisch, 1989)
- Satu Vihavainen (Äiti pien, Finnisch, 1992)
- Alberto Guarani (Glaube mir, Instrumental, 1992)
- Rainer Friman (Äiti pien, Finnisch, 1993)
- Anton Szandor LaVey (Answer Me, Englisch, 1993)
- Bryan Ferry (Answer Me, Englisch, 1993)
- Jon Lucien (Answer Me, Englisch, 1993)
- Herman van Veen (Answer Me, Englisch, 1994)
- Günter Wewel (Glaube mir, 1994)
- Engelbert Humperdinck (Answer Me, My Love, Englisch, 1995)
- Joni Mitchell (Answer Me, My Love, Englisch, 2000)
- Per Henrik Wallin, Peter Janson & Leif Wennerström (Answer Me My Love, Instrumental, 2002)
- Meta Roos (Answer Me, Englisch, 2003)
- Anna Larsen (Glaube mir, 2004)
- Captain Cook und seine singenden Saxophone (Glaube mir, Instrumental, 2004)
- Hugh Masekela (Answer Me My Love, Instrumental, 2005)
- The Tokens (Answer Me, My Love, Englisch, 2005)
- Niklas Riesbeck (Answer Me, Englisch, 2006)
- Linda Pettersson Bratt (Answer Me My Love, Englisch, 2007)
- Brian Kennedy (Answer Me, My Love, Englisch, 2008)
- Frans Bauer (Glaube mir, 2008)
- Alan Safier (Answer Me, My Love, Englisch, 2011)
- Inger Marie (Answer Me, My Love, Englisch, 2011)
- Tierney Sutton (Answer Me, My Love, Englisch, 2011)
- Nicki Parrott (Answer Me, My Love, Englisch, 2013)
- Lyambiko, WDR-Funkhausorchester (Answer Me My Love, Englisch, 2017)
- Toni Stricker & seine Solisten (Glaube mir, Instrumental, unbekanntes Datum)

## Chartplatzierungen
| ChartsChartplatzierungen                       | Höchstplatzierung | Wochen/ Monate |
| ---------------------------------------------- | ----------------- | -------------- |
| Vereinigtes Königreich (OCC) (Frankie Laine)   | 1 (2 Mt.)         | 2 Mt.          |
| Vereinigtes Königreich (OCC) (David Whitfield) | 1 (2 Mt.)         | 2 Mt.          |
| Deutschland (GfK) (Paul Kuhn)                  | 24 (1 Mt.)        | 1 Mt.          |
| Deutschland (GfK) (Wolfgang Sauer)             | 5 (3 Mt.)         | 3 Mt.          |
| Deutschland (GfK) (Rudi Schuricke)             | 23 (3 Mt.)        | 3 Mt.          |
| Vereinigtes Königreich (OCC) (Ray Peterson)    | 47 (1 Wo.)        | 1 Wo.          |
| Vereinigtes Königreich (OCC) (Barbara Dickson) | 9 (7 Wo.)         | 7 Wo.          |